# Associazione Sportiva Bari 1995-1996
Questa voce raccoglie le informazioni riguardanti l'Associazione Sportiva Bari nelle competizioni ufficiali della stagione 1995-1996.

## Stagione
Fonti

### Precampionato e Coppa Italia
In vista del campionato 1995-1996 in Serie A, la dirigenza biancorossa vende i suoi due giovani atleti messisi in evidenza nella stagione appena conclusa, Bigica ed Amoruso, alla Fiorentina per un ricavo complessivo di 11,4 miliardi di lire. In tale occasione il dg biancorosso Carlo Regalia dichiara che si tratta dell'ultima operazione utile a salvaguardare il bilancio del club. Ceduto anche Tovalieri, alla neopromossa Atalanta.
Di contro, fra i sette ingressi estivi nella rosa operati dalla società pugliese vi sono il centravanti Kenneth Andersson, nazionale svedese che ha realizzato 5 goal nell'ultimo mondiale (competizione in cui la sua nazionale giunse terza), e Abel Xavier, difensore del Benfica e della nazionale portoghese.
In Coppa Italia i galletti sono eliminati al secondo turno dalla Reggiana di Giorgio Ciaschini e Carlo Ancelotti, per effetto di un 2-0 in casa degli emiliani.

### Il campionato

Da sinistra: gli attaccanti Kennet Andersson e Igor Protti scherzano al termine della vittoria interna sul Cagliari, 22 ottobre 1995. Protti sarà capocannoniere del campionato con 24 gol, che tuttavia non basteranno alla salvezza del club: molto ricordato dai tifosi biancorossi nei decenni successivi alla sua militanza, nel 2007 il Comune di Bari gli ha conferito la cittadinanza onoraria.

In campionato, dopo aver ottenuto 8 punti nelle prime sette giornate, fra cui la vittoria interna nel quinto turno, 1-0 sul Milan di Capello, i biancorossi incassano cinque sconfitte consecutive al termine delle quali, fra 12ª e 13ª giornata, Beppe Materazzi viene esonerato; ingaggiato al suo posto Eugenio Fascetti. Il tecnico di Viareggio esordisce con la sconfitta esterna 7-1 contro la Cremonese, partita in cui ha sperimentato Xavier nel ruolo di libero, con risultati non soddisfacenti. Segue un mese di discontinuità, con 8 punti ricavati in quattro incontri fra cui la vittoria in casa 4-1 ai danni dell'Inter e l'1-1 sul campo della Juventus nell'ultima gara del girone d'andata. A metà campionato il Bari è piazzato al quartultimo posto in classifica, in zona retrocessione, con 16 punti ad una lunghezza dal Torino quintultimo.
Nel frattempo, nel mercato di riparazione la società biancorossa ha acquistato l'interditore svedese Klas Ingesson dallo Sheffield Wednesday, squadra della Premier League inglese, compagno di Andersson nella nazionale. In entrata anche il giovane difensore Roberto Ripa dall'Udinese.
Nei primi otto turni del girone di ritorno i galletti pareggiano tre dei quattro incontri interni, inclusi quelli con Torino e Piacenza concorrenti per la salvezza, e perdono tutte le altre gare. In 26ª e 27ª giornata, nona e decima di ritorno, il Bari vince a Bergamo con l'Atalanta e fra le mura amiche contro il Padova. Nella gara successiva, ancora allo stadio San Nicola, i pugliesi sono sconfitti 1-2 dalla Roma fra le polemiche nei confronti dell'arbitraggio di Boggi di Salerno, considerato a svantaggio della formazione locale. A seguire, i biancorossi ottengono alcuni successi alternati a sconfitte; al termine della penultima giornata di campionato, persa 3-0 a San Siro con l'Inter, capitolano retrocedendo matematicamente in Serie B. La squadra di Fascetti pareggia 2-2 con la Juventus l'ultima partita della stagione, confronto privo di utilità, almeno per il campionato, anche per la Vecchia Signora.
Il Bari conclude il campionato al quartultimo posto, totalizzando 32 punti per mezzo di 8 vittorie, 8 pareggi e 18 sconfitte, a cinque lunghezze di distacco dal Piacenza salvo. Il team biancorosso ha navigato in zona retrocessione costantemente dal 10º turno di campionato.

#### Dati e statistiche
La compagine biancorossa è la prima nella storia della Serie A a retrocedere pur avendo nelle sue file il capocannoniere del torneo, il centravanti riminese Igor Protti autore di 24 marcature; a condividerne il titolo il laziale Beppe Signori, che ha però messo a segno più reti su rigore. L'altro attaccante barese, Kenneth Andersson, ha realizzato 12 goal. Il portoghese Xavier non si è mai ambientato nel campionato italiano, mostrando difficoltà.
Il reparto difensivo della squadra è stato messo in discussione per tutta la stagione, testimone il numero di goal subiti, 71 in 34 partite, "migliore" solo rispetto a quello del Padova ultimo classificato (che ha incassato 79 reti).
La formazione e Fascetti hanno recriminato diverse decisioni arbitrali che li hanno penalizzati; non solo quelle succitate di Boggi contro la Roma.

## Divise e sponsor
Lo sponsor tecnico per la stagione 1995-1996 fu Adidas, mentre lo sponsor ufficiale fu CEPU. Queste le caratteristiche fondamentali delle divise stagionali dei biancorossi:
| Prima divisa |  | Seconda divisa | Terza divisa |

## Rosa
| N. |                       | Ruolo | Calciatore             |
| -- | --------------------- | ----- | ---------------------- |
| 1  | Italia (bandiera)     | P     | Alberto Fontana        |
| 2  | Italia (bandiera)     | D     | Marcello Montanari     |
| 3  | Italia (bandiera)     | D     | Paolo Annoni           |
| 4  | Italia (bandiera)     | C     | Michele Andrisani      |
| 5  | Italia (bandiera)     | D     | Gian Paolo Manighetti  |
| 6  | Portogallo (bandiera) | C     | Abel Xavier            |
| 7  | Italia (bandiera)     | C     | Carmine Gautieri       |
| 8  | Italia (bandiera)     | C     | Francesco Pedone       |
| 9  | Italia (bandiera)     | C     | Roberto Cau            |
| 10 | Italia (bandiera)     | A     | Igor Protti (capitano) |
| 11 | Italia (bandiera)     | C     | Pietro Parente         |
| 12 | Italia (bandiera)     | P     | Luca Gentili           |

| N. |                     | Ruolo | Calciatore            |
| -- | ------------------- | ----- | --------------------- |
| 13 | Italia (bandiera)   | A     | Nicola Ventola        |
| 14 | Italia (bandiera)   | D     | Emanuele Brioschi     |
| 15 | Brasile (bandiera)  | C     | Gérson                |
| 16 | Italia (bandiera)   | C     | Fabrizio Ficini       |
| 17 | Colombia (bandiera) | A     | Miguel Ángel Guerrero |
| 18 | Italia (bandiera)   | D     | Amedeo Mangone        |
| 19 | Svezia (bandiera)   | A     | Kennet Andersson      |
| 20 | Italia (bandiera)   | D     | Gianluca Ricci        |
| 22 | Italia (bandiera)   | P     | Giuseppe Alberga      |
| 23 | Italia (bandiera)   | D     | Luigi Sala            |
| 24 | Italia (bandiera)   | D     | Roberto Ripa          |
| 25 | Svezia (bandiera)   | C     | Klas Ingesson         |

## Calciomercato

### Sessione estiva
| Acquisti | Acquisti          | Acquisti  | Acquisti                 |
| R.       | Nome              | da        | Modalità                 |
| -------- | ----------------- | --------- | ------------------------ |
| P        | Luca Gentili      | Barletta  | fine prestito            |
| D        | Abel Xavier       | Benfica   | prestito (0,5 milioni ₤) |
| D        | Luigi Sala        | Como      | definitivo               |
| P        | Michele Andrisani | Palazzolo | fine prestito            |
| C        | Fabrizio Ficini   | Empoli    | definitivo               |
| C        | Pietro Parente    | Como      | fine prestito            |
| A        | Kenneth Andersson | Caen      | definitivo               |

| Cessioni | Cessioni         | Cessioni   | Cessioni   |
| R.       | Nome             | a          | Modalità   |
| -------- | ---------------- | ---------- | ---------- |
| D        | Lorenzo Amoruso  | Fiorentina | definitivo |
| D        | Luciano Civero   | Nola       | definitivo |
| D        | Carlo Sassarini  | Massese    | prestito   |
| C        | Angelo Alessio   | Cosenza    | definitivo |
| C        | Onofrio Barone   | Verona     | definitivo |
| C        | Emiliano Bigica  | Fiorentina | definitivo |
| A        | Sandro Tovalieri | Atalanta   | definitivo |

### Sessione autunnale
| Acquisti | Acquisti      | Acquisti       | Acquisti   |
| R.       | Nome          | a              | Modalità   |
| -------- | ------------- | -------------- | ---------- |
| D        | Roberto Ripa  | Udinese        | definitivo |
| C        | Klas Ingesson | Sheffield Weds | definitivo |

| Cessioni | Cessioni              | Cessioni | Cessioni |
| R.       | Nome                  | a        | Modalità |
| -------- | --------------------- | -------- | -------- |
| A        | Roberto Cau           | Novara   | prestito |
| A        | Miguel Ángel Guerrero | Mérida   | prestito |

## Risultati

### Serie A

#### Girone di andata
| Arbitro: | Beschin (Legnago) |

|           |           |                 |
| Protti 3’ | Marcatori | 86’ (rig.) Cruz |

| Arbitro: | Tombolini (Ancona) |

|                                                     |           |            |
| G. Ricci 23’ (aut.) Sükür 67’ Rizzitelli 86’ (rig.) | Marcatori | 43’ Protti |

| Arbitro: | Braschi (Prato) |

|                     |           |                                             |
| Protti 8’, 14’, 49’ | Marcatori | 49’ Winter 57’ Casiraghi 59’ (rig.) Signori |

| Arbitro: | Farina (Novi Ligure) |

|                             |           |                       |
| Caccia 43’, 48’ Piovani 51’ | Marcatori | 84’ Protti 90’ Pedone |

| Arbitro: | Stfoggia (Pesaro) |

|              |           |  |
| Gautieri 46’ | Marcatori |  |

| Arbitro: | Borriello (Mantova) |

|                |           |  |
| Otero 24’, 43’ | Marcatori |  |

| Arbitro: | Quartuccio (Torre Annunziata) |

|                                       |           |  |
| Andersson 55’ Protti 62’ Guerrero 83’ | Marcatori |  |

| Arbitro: | Cardona (Milano) |

|                                          |           |                          |
| Robbiati 43’ Rui Costa 71’ Batistuta 86’ | Marcatori | 79’ P. Annoni 90’ Protti |

| Arbitro: | Lana (Torino) |

|               |           |                              |
| Andersson 40’ | Marcatori | 9’ Pisani 13’, 23’ Tovalieri |

| Arbitro: | Pellegrino (Barcellona Pozzo di Gotto) |

|                               |           |  |
| N. Amoruso 4’, 86’ Ciocci 53’ | Marcatori |  |

| Arbitro: | Quartuccio (Torre Annunziata) |

|                       |           |            |
| Fonseca 69’ Totti 72’ | Marcatori | 88’ Pedone |

| Arbitro: | Bettin (Padova) |

|                   |           |                      |
| Protti 48’ (rig.) | Marcatori | 28’, 37’, 77’ Chiesa |

| Arbitro: | Ceccarini (Livorno) |

|                                                                                  |           |               |
| E. Brioschi 9’ (aut.) Gualco 26’ Florijancic 39’ Perovic 42’, 60’ A. Tentoni 73’ | Marcatori | 22’ Andersson |

| Arbitro: | Pairetto (Nichelino) |

|                   |           |           |
| Protti 45’ (rig.) | Marcatori | 87’ Melli |

| Arbitro: | Serena (Bassano del Grappa) |

|                |           |                    |
| Bia 18’ (rig.) | Marcatori | 57’, 70’ Andersson |

| Arbitro: | Treossi (Forlì) |

|                                       |           |                    |
| Sala 31’ Protti 73’, 90’ Ingesson 79’ | Marcatori | 15’ Roberto Carlos |

| Arbitro: | Racalbuto (Gallarate) |

|                      |           |           |
| Ravanelli 40’ (rig.) | Marcatori | 9’ Protti |

#### Girone di ritorno
| Arbitro: | Bolognino (Milano) |

|              |           |  |
| Di Napoli 7’ | Marcatori |  |

| Arbitro: | Ceccarini (Livorno) |

|                         |           |                         |
| Andersson 9’ Protti 26’ | Marcatori | 8’ Rizzitelli 71’ Karic |

| Arbitro: | Tombolini (Ancona) |

|                                                |           |                                            |
| Signori 20’ (rig.), 24’ (rig.), 30’ Boksic 79’ | Marcatori | 9’ (rig.), 81’ (rig.) Protti 63’ Andersson |

| Bari 11 febbraio 1996 21ª giornata | Bari            | 0 – 0 referto | Piacenza | Stadio San Nicola\| Arbitro: \| Cesari (Genova) \| |
| Arbitro:                           | Cesari (Genova) |               |          |                                                    |

| Arbitro: | Bettin (Padova) |

|                                |           |                     |
| Simone 7’, 28’ (rig.) Weah 88’ | Marcatori | 21’ Pedone 49’ Sala |

| Arbitro: | Trentalange (Torino) |

|  |           |                     |
|  | Marcatori | 65’ Otero 90’ Lopez |

| Arbitro: | Collina (Viareggio) |

|                                               |           |                                |
| Oliveira 17’, 88’ (rig.), 90’ Lantignotti 30’ | Marcatori | 7’ Andersson 21’ (rig.) Protti |

| Arbitro: | Rodomonti (Teramo) |

|               |           |                   |
| Andersson 41’ | Marcatori | 86’ (rig.) Baiano |

| Arbitro: | Cinciripini (Ascoli Piceno) |

|                  |           |                 |
| Vieri 21’ (rig.) | Marcatori | 70’, 77’ Protti |

| Arbitro: | Racalbuto (Gallarate) |

|                     |           |              |
| Ripa 31’ Protti 37’ | Marcatori | 53’ Gabrieli |

| Arbitro: | Boggi (Salerno) |

|            |           |                       |
| Parente 2’ | Marcatori | 51’ Totti 64’ Statuto |

| Arbitro: | Trentalange (Torino) |

|                            |           |  |
| Maniero 71’ R. Mancini 84’ | Marcatori |  |

| Arbitro: | Treossi (Forlì) |

|                 |           |             |
| Protti 56’, 73’ | Marcatori | 39’ Perovic |

| Arbitro: | Cesari (Genova) |

|                                      |           |               |
| D. Baggio 8’ F. Inzaghi 26’ Piro 90’ | Marcatori | 12’ Andersson |

| Arbitro: | Quartuccio (Torre Annunziata) |

|                                    |           |                        |
| Andersson 3’, 63’ Parente 14’, 44’ | Marcatori | 7’ Marino 84’ Bierhoff |

| Arbitro: | Stafoggia (Pesaro) |

|                              |           |  |
| Ince 34’ Branca 38’ Ganz 52’ | Marcatori |  |

| Arbitro: | Messina (Bergamo) |

|                 |           |                                 |
| Protti 45’, 85’ | Marcatori | 20’ (aut.) Montanari 69’ Vialli |

## Coppa Italia
| Arbitro: | Rodomonti (Teramo) |

|                        |           |  |
| Schenardi 39’ Paci 44’ | Marcatori |  |